# Семено-Карпівка
Семе́но-Ка́рпівка — село у складі Балтської міської громади у Подільському районі, Одеська область. Раніше було підпорядковано Оленівській сільській раді.
Розташоване за 12 км від центру громади — міста Балта. На півдні межує з селом Зелений Кут, на сході з селом Сінне, на півночі з селом Мошняги та на заході з селом Зелений Гай.

## Історія
За адміністративними поділами — з 16 сторіччя Брацлавський повіт, з 19 сторіччя Балтський повіт, 20 сторіччя Балтський район.
7 (20) листопада 1917 року, відповідно до Третього Універсалу Української Центральної Ради, увійшло до складу Української Народної Республіки.
12 червня 2020 року, відповідно до Розпорядження Кабінету Міністрів України від № 724-р «Про визначення адміністративних центрів та затвердження територій територіальних громад Одеської області», увійшло до складу Балтської міської територіальної громади.
19 липня 2020 року, в результаті адміністративно-територіальної реформи і ліквідації Балтського району, село увійшло до складу новоутвореного Подільського району.

## Населення
Згідно з переписом 1989 року населення села становило 62 особи, з яких 19 чоловіків та 43 жінки.
За переписом населення 2001 року в селі мешкало 40 осіб.

### Мова
Розподіл населення за рідною мовою за даними перепису 2001 року:
| Мова       | Відсоток |
| ---------- | -------- |
| українська | 90,24 %  |
| російська  | 9,76 %   |